# Földkéreg

A Föld öves felépítése

A földkéreg a Föld legkülső kőzetburka. A földköpenytől az átlagosan 30–40 km mélységben található Mohorovičić-felület (vagy Moho-felület) választja el. A Föld teljes térfogatának kevesebb, mint 1%-át foglalja magába.
A Moho-felület egy ásványi fázisátalakulást jelző felület, mely felett megjelennek a földpátok és ennek megfelelően megjelenik a gabbró nevű magmás kőzet. A felszín közelében a gabbró finomszemű megfelelője, a bazalt alkotja a kérget. Ezt az övet óceáni kéregnek nevezik és átlagsűrűsége 3 g/cm³. A kontinensek alatt a gabbró-bazalt réteg helyett vastag gránit-öv alakult ki. Ennek neve kontinentális kéreg, melynek átlagos sűrűsége 2,8 g/cm³.
A földkéreg hőmérséklete a mélységgel arányosan nő és eléri az 500-1000 °C-ot a köpennyel való találkozásánál. A földkéreg és az alatta levő merev köpenyrész alkotja a litoszférát.

## Eredete
A tudományos életben úgy tartják, hogy a Föld belső öveinek kialakulása mintegy 100 millió éves folyamat volt, mely a bolygó kialakulásakor, 4,6 milliárd évvel ezelőtt ment végbe. A kezdeti kéreg rendkívül vékony lehetett és valószínűleg sokkal intenzívebb lemeztektonikai mozgásoknak, illetve a becsapódó aszteroidák pusztító erejének volt kitéve.
Feltehetőleg a Föld mindig is rendelkezett egyfajta bazaltos felépítésű óceáni kéreggel, de bizonyítékok léteznek kontinentális kéreg jelenlétére is, mintegy 3,8-3,9 milliárd évvel ezelőttről. A legrégebbi kéregmaradvány 3,9 milliárd éves, a Narryer Gneisz Formáció Nyugat-Ausztráliában. Ugyanakkor a Kanadai-pajzs és a Fennoskandináv-pajzs egyes részei is ebből az időből származnak.

## A földkéreg vegyi összetétele
| Oxid     | Százalék |
| -------- | -------- |
| SiO2     | 59,71    |
| Al2O3    | 15,41    |
| CaO      | 4,90     |
| MgO      | 4,36     |
| Na2O     | 3,55     |
| FeO      | 3,52     |
| K2O      | 2,80     |
| Fe2O3    | 2,63     |
| H2O      | 1,52     |
| TiO2     | 0,60     |
| P2O5     | 0,22     |
| Összesen | 99,22    |